# هانس اوربرگ
هانس هنینگ اوربرگ (به دانمارکی: Hans Henning Ørberg) (زاده ۲۰ آوریل ۱۹۲۰ - درگذشته ۱۷ فوریه ۲۰۱۰) زبان‌شناس و استاد دانمارکی بود. او دانش‌آموختهٔ مقطع کارشناسی ارشد دانشگاه کپنهاگ در رشته‌های انگلیسی، فرانسه و لاتین بود و این زبان‌ها را در دانمارک تدریس می‌کرد. او مؤلف کتاب «زبان لاتینِ بیا‌ن‌شده در خود» (به لاتین: Lingua Latina per se illustrata) بود، کتابی که برای آموزش زبان لاتین به رویکرد طبیعی بسیار مورد استفاده است.

## سوابق
او از ۱۹۵۳ تا ۱۹۶۱ در آموزشگاه Naturmetodens Sproginstitut مشغول به کار بود. این آموزشگاه، آموزش زبان را بر پایهٔ «روش طبیعی» انجام می‌داد. هنگامی که در آنجا مشغول به کار بود، کتاب جدیدی برای آموزش لاتین با عنوان Lingua Latīna secundum nātūrae ratiōnem explicāta (زبان لاتینِ تفهیم‌شده برپایه روش طبیعی) نوشت که در ۱۹۵۵ منتشر شد. به جز نام خود نویسنده، هیچ واژهٔ غیرلاتینی در این کتاب وجود ندارد. او چند بار کتاب را مورد تجدید نظر و ویرایش قرار داد و در نهایت عنوان آن را به Lingua Latina per se illustrata (زبان لاتینِ بیا‌ن‌شده در خود) تغییر داد. در دوران بازنشستگی انتشارات Domus Latīna (خانه لاتینی) را اداره می‌کرد و در اروپا و آمریکا دربارهٔ «روش طبیعی» سخنرانی می‌کرد.

## Lingua Latina per se Illustrata
کتاب Lingua Latina per se illustrata بر مبنای روش «رویکرد طبیعی» یا «استقرای مبتنی بر بافت متن» نوشته شده‌است. در این روش، دانشجو که هیچ نیازی به آشنایی قبلی با لاتین ندارد، با جملات ساده مثل Roma in Italia est («رم در ایتالیا است») شروع می‌کند. برای معرفی واژگان جدید، آنها یا در بافتی از متن قرار داده شده‌اند که معنای پشت آن را آشکار کند، یا در حاشیهٔ کتاب با یک تصویر معرفی شده‌اند، یا مترادف و متضاد لاتین آنها معرفی شده یا یک تعریف مختصر به زبان لاتین برای آنها نوشته شده. دستور زبان به تدریج دشوارتر می‌شود تا جایی که زبان‌آموز قادر باشد که متن‌های غیر ساده را بخواند. برخلاف عرف درس‌های لاتین، به جای ترجمه، تمرکز این روش بر تلفظ و درک مطلب است. نیازی به واژه‌نامه در این روش نیست زیرا کتاب‌ها کاملاً به زبان لاتین نوشته شده‌اند و برای گویشوران بسیاری از زبان‌ها قابل درک است. فرض شده‌است که استفاده‌کنندهٔ کتاب با الفبای لاتین آشنایی دارد و یک آشنایی حداقلی با زبان‌های رومی یا زبان انگلیسی دارد. درس شامل دو قسمت Familia Romana و Roma Aeterna به همراه متن‌های کلاسیک مثل Commentarii de Bello Gallico («خاطراتی در باب جنگ گالی») نوشتهٔ ژولیوس سزار است. با بهره‌گیری از تصویرها و حاشیه‌های کتاب، این متن‌ها را می‌توان به واسطهٔ بافت متن و همچنین واژگانی که قبلاً آموخته شده، فهمید.